# Rue Cyrano-de-Bergerac
La rue Cyrano-de-Bergerac est une rue en impasse et à escalier, située dans le 18e arrondissement de Paris, sur le versant nord de la butte Montmartre.

## Origine du nom
Elle porte le nom du littérateur français Savinien Cyrano de Bergerac (1619-1655) qui doit sa célébrité à une pièce d'Edmond Rostand.

## Historique
Elle a été ouverte en 1897, par M. Daval, année de la création de la pièce d'Edmond Rostand, Cyrano de Bergerac, au théâtre de la Porte-Saint-Martin.

## Bâtiments remarquables et lieux de mémoire
- No 4 : une entrée des anciens studios Pathé, aujourd'hui la Fémis, École supérieure des métiers du cinéma.